# Legio III Herculia
Legio III Herculia (III Геркулесів легіон) — римський легіон часів пізньої імперії.

## Історія
Створено під час військової реформи імператора Діоклетіана. Отримав назву на честь другого імені співволодаря Діоклетіана — Максиміана Герсулеса. Призначався як лімітанський (прикордонний) для захисту кордонів провінції Реція.
У IV ст. легіон отримав статус комітатів (важкої піхоти). Підпорядковувався magister peditum (очільнику піхоти) імперії. Оперативне керівництво здійснював коміт Ілліріку, в завдання якого входило також захист Реції. Протягом свого існування цей легіон залишався переважно у Реції, де взаємодіяв з III Італійським легіон. Припинив своє існування напочатку V ст або трохи пізніше в результаті постійних атак остготів.